# Batticuore (Alex Wyse)
Batticuore è un singolo del cantautore italiano Alex Wyse, pubblicato il 2 maggio 2025.

## Descrizione
Il brano, scritto dallo stesso cantautore con Francesco Facchinetti e Matteo Ieva, è prodotto da Le Ore, team composto da questi ultimi due, e parla di un amore contemporaneo, in particolare quello caotico e veloce.

## Video musicale
Il video musicale, diretto da Metaluna Film, è stato pubblicato in concomitanza all'uscita del brano attraverso il canale YouTube del cantautore.

## Tracce
Testi e musiche di Alessandro Rina, Francesco Facchinetti e Matteo Ieva.
1. Batticuore – 2:40